# 디벤질리덴아세톤
디벤질리덴아세톤(dibenzylideneacetone, dibenzalacetone, 줄여서 dba)은 공식 C17H14O를 갖는 유기 화합물이다. 밝고 노란 고체이며 물에 녹지 않지만 에탄올에는 녹는다. 디벤질리덴아세톤은 자외선 차단제(선크림)를 이루는 요소로 쓰이며, 또 유기금속화학의 리간드(이를테면 트리스(디벤질리덴아세톤)디팔라듐(0))로 쓰인다. 이 경우 이것은 트리페닐포스핀과 같은 더 강한 리간드로 쉽게 바뀌는 불안정한 리간드가 되므로 팔라듐(0) 화학물로의 유용한 엔트리 포인트를 제공하게 된다.